# Adversaeschna brevistyla
Adversaeschna brevistyla – gatunek ważki z rodziny żagnicowatych (Aeshnidae); jedyny przedstawiciel rodzaju Adversaeschna, klasyfikowanego też jako podrodzaj rodzaju Aeshna. Występuje w krainie australijskiej – Australia, Nowa Zelandia, Norfolk, Nowa Kaledonia, Vanuatu i wyspy Kermadec.